# Chị chị em em 2
Chị chị em em 2 là một bộ phim điện ảnh Việt Nam thuộc thể loại chính kịch, hài do Vũ Ngọc Đãng làm đạo diễn. Đây là phần tiếp theo của bộ phim Chị chị em em ra mắt năm 2019. Bộ phim có sự tham gia của Minh Hằng, Ngọc Trinh, Lê Giang,... Bộ phim lấy bối cảnh Sài Gòn những năm đầu thế kỷ 20 với giai thoại về 2 đại mỹ nhân nức tiếng Sài Thành trong giới thượng lưu xưa là Ba Trà và Tư Nhị.
Bộ phim được chính thức khởi chiếu ở các rạp vào mùng 1 Tết năm 2023, công chiếu cùng với phim Nhà bà Nữ của Trấn Thành. Vào ngày 8 tháng 3 cùng năm, Chị chị em em 2 được chiếu trên Galaxy Play và bộ phim chỉ dành cho người trên 18 tuổi.

## Nội dung phim
Câu chuyện của Chị chị em em 2 lấy bối cảnh Sài Gòn những năm đầu thế kỷ 20, kể về hai đại mỹ nhân xưa là Ba Trà (Minh Hằng) và Tư Nhị  (Ngọc Trinh). Chuyện phim mở đầu bằng vũng nước dơ vô tình văng ra từ chiếc xe của Ba Trà, khiến Tư Nhị (khi đó vẫn là Nhi gái điếm), nổi đóa. Ba Trà xòa tiền đền chiếc áo cho Tư Nhị nhưng nào có ngờ, từ những đồng tiền này, Nhi quyết tâm đi theo làm ''đệ tử'' của Ba Trà. Nhi đã tìm mọi cách, bày mưu tính kế để tiếp cận Đệ Nhất Mỹ Nhân Sài Thành – Ba Trà nhằm đổi đời.
Đầu tiên, Nhi đã lừa Ba Trà rằng mẹ cô bị bắt cóc, buộc cô phải mang tiền đến chuộc lại mẹ của mình, nhưng khi Ba Trà đến khu Bồ Rệt thì vừa bị mất tiền vừa bị quân lính bắt vì không có giấy tờ tùy thân, ngay lúc này Nhi đã đến giải cứu. Sau đó Ba Trà đã trả tiền nợ để giúp Nhi thoát khỏi khu gái điếm vì Nhi đã giải cứu cô ngày hôm qua. Sau khi thoát khỏi khu gái điếm thì Nhi vẫn không được Ba Trà nhận, cô cho Nhi tiền để trở về quê làm ruộng, nhưng lúc đó cô không bỏ cuộc liền nghĩ ra kế hoạch để lấy lòng Ba Trà lần 2. Nhi đã thuê người giả dạng người đánh ghen Ba Trà, thả Ba Trà xuống dưới nước và để Nhi giải cứu.
Sự việc tiến triển như mong đợi, cô Ba nhận Nhi làm em gái nuôi, giúp cô gột rửa cái mác thấp hèn và tái sinh trong thân phận Tiểu thư Tư Nhị. Cũng từ đó, cả hai trở thành cặp chị em tình thâm, danh tiếng ngày một thăng hạng kéo theo tiền tài, danh vọng và cả những mưu kế khôn lường nhằm độc chiếm vị trí số một cho mình. Trong một lần bất cẩn, Nhi đã để cho Ba Trà phát hiện ra những kế hoạch trước đây đều do Nhi dàn xếp.
Sau đó, Ba Trà đã mời nhà báo đến và nói rằng Tư Nhị trên đường đến Sài Thành không may mắc bệnh đã qua đời, tố Nhi đã lợi dụng điều này, mạo danh Tư Nhị và tiếp cận Ba Trà. Cô Ba còn mời những người trong động Ba Phò và những người biết được quá khứ của Nhi đến để xác thực xem cô có phải là con điếm Nhi không. Nhưng mọi chuyện không như Ba Trà nghĩ, tất cả mọi người đều phủ nhận đây không phải là con điếm Nhi mà là Tư Nhị, (trước đó Nhi đã đi trước Ba Trà một bước, dùng tiền mua chuộc tất cả mọi người để không ai nói rằng cô chính là Nhi ngày xưa). Nhi đã quyết định dùng kế cuối cùng để lật đổ Ba Trà, cô nói chính mắt nhìn thấy Ba Trà chơi ngải quyến rũ các công tử và nói cho mọi người biết cô đang giấu bùa ngải trong phòng ngủ.
Từ đó Ba Trà bị thân bại danh liệt và biến mất, Tư Nhị nghiễm nhiên trở thành Đệ Nhất Mỹ nhân Sài Thành. Sau đó, Ba Trà xuất hiện với hai con át chủ bài cuối cùng chính là hai tên lính mà Nhi không tìm thấy dấu vết để mua chuộc. Ba Trà đã bắt cô phải chia 9-1, tức là Tư Nhị kiếm được 10 đồng sẽ phải đưa cho Ba Trà 9 đồng.

## Diễn viên
Diễn viên chính:
- Minh Hằng trong vai Đệ Nhất Mỹ nhân Ba Trà (Trần Ngọc Trà)
- Ngọc Trinh trong vai Đệ Nhị Mỹ nhân Tư Nhị (Marianne Nhị)

Diễn viên phụ:
- Lê Giang trong vai Hạnh
- Trung Dân trong vai Bảy Dai
- NSƯT Công Ninh trong vai Hai Bổn
- Emma Lê trong vai Lucie Huệ
- Quỳnh Lương trong vai Bảy Hột Điều
- Châu Diệu Minh trong vai Hai Lụa Là
- NSƯT Kim Phương trong vai bà Ba Phò
- Lê Trang trong vai Hằng
- Trà Ngọc trong vai Thảo
- Ngọc Nga trong vai Tư Ăng Lê
- Kim Thư trong vai mẹ Ba Trà
- Hữu Châu trong vai ông chủ tiệm may Như Ý
- Tuyền Mập trong vai Vợ Hai Bổn

## Nhạc phim
| STT | Nhan đề                 | Nghệ sĩ            | Thời lượng |
| --- | ----------------------- | ------------------ | ---------- |
| 1.  | "Trèo Cao Ngã Đau"      | Minh Hằng          | 03:02      |
| 2.  | "The Fight Of Mermaids" | Trần Hữu Tuấn Bách | 03:07      |